# Initiative populaire « pour des produits alimentaires bon marché et des exploitations agricoles écologiques »
L'initiative populaire « pour des produits alimentaires bon marché et des exploitations agricoles écologiques » est une initiative populaire suisse, rejetée par le peuple le 27 septembre 1998.

## Contenu
L'initiative demande l'ajout d'un nouvel article 31octies à la Constitution fédérale instaurant, dans le domaine agricole, des mesures assurant une meilleure protection de l'environnement et une plus grande conformité aux règles du marché ainsi qu'une modification de la politique de subventions fédérales alors en vigueur.
Le texte complet de l'initiative peut être consulté sur le site de la Chancellerie fédérale.

## Déroulement

### Contexte historique
Depuis la publication par le Conseil fédéral du septième rapport sur l'agriculture en 1992 et dans le cadre des travaux visant à mettre sur pied la nouvelle loi sur l'agriculture appelée « Politique agricole 2002 », cette initiative est la troisième déposée sur le thème de la politique agricole. La première initiative, intitulée « pour une agriculture paysanne compétitive et respectueuse de l'environnement » et présentée par l'Union suisse des paysans, alors que la seconde, appelée « Paysans et consommateurs - pour une agriculture en accord avec la nature » et déposée par le WWF Suisse.
La première des deux initiatives fait l'objet d'un contre-projet du Conseil fédéral qui propose une formulation différente du nouvel article constitutionnel 31octies ; satisfaits par cette proposition, les initiants retirent leur initiative le 29 novembre 1994 en faveur du contre-projet qui est cependant refusé en votation le 12 mars 1995. Au moment de traiter la seconde initiative, c'est l'Assemblée fédérale qui prend la décision de lui opposer un contre-projet à la suite duquel les initiants retirent leur initiative ; cette fois-ci, la proposition est acceptée en votation le 9 juin 1996, permettant ainsi au nouvel article 31octies d'entrer en vigueur.
Au moment où cette troisième initiative est déposée par l'Association des petits et moyens paysans, le résultat des votations sur les deux initiatives précédentes n'est pas encore connu. Cette dernière proposition entend résoudre certains points laissés ouverts par la loi sur l'agriculture alors en phase de finalisation au parlement en renforçant la protection de l'environnement et des animaux en particulier selon les initiants.

### Récolte des signatures et dépôt de l'initiative
La récolte des 100 000 signatures nécessaires débute le 1er juin 1993. Le 17 juin de l'année suivante, l'initiative est déposée à la Chancellerie fédérale, qui constate son aboutissement le 12 janvier 1995.

### Discussions et recommandations des autorités
Le Parlement et le Conseil fédéral recommandent tous deux le rejet de l'initiative. Dans son message adressé à l'assemblée fédérale, le gouvernement qualifie les propositions faites par l'initiative comme « une option diamétralement opposée à la politique
agricole qu'il envisage et qui se fonde sur le nouvel article constitutionnel agricole » : si certains objectifs, tels que l'institution de paiements directs, sont en effet déjà atteints, d'autres, tel que le blocage des structures par fixation des montants des payements dans la constitution, représenteraient un pas en arrière par rapport à la situation d'alors.

### Votation
Soumise à la votation le 27 septembre 1998, l'initiative est refusée par la totalité des 20 6/2 cantons et par 77,0 % des suffrages exprimés. Le tableau ci-dessous détaille les résultats par cantons:

## Effet
Après ce refus populaire, la révision de la loi sur l'agriculture telle que définie dans le rapport du Conseil fédéral intitulé « Politique agricole 2002 » entre en vigueur au 1er janvier 1999.